# پرداخت ۵۲ هزار دلاری
پرداخت ۵۲ هزار دلاری (به انگلیسی: 52 Pick-Up) یک فیلم سینمایی آمریکایی در ژانر جنایی و هیجان انگیز به کارگردانی جان فرانکن‌هایمر و بازی روی شایدر، آن مارگرت و ونتی محصول ۱۹۸۶ میلادی و براساس کتابی به همین نام اثر المور لئونارد می‌باشد.

## داستان فیلم
هری میچل یک کارخانه دار موفق ساکن حومه شهر لس آنجلس که همسرش باربارا در حالی که مشغول فعالیت برای شورای شهر است او در حال عشقبازی است. هری با ۳ باج گیر که از او و معشوقه‌اش ۱۰۵ هزار دلار برای یک نوار ویدئو درخواست می‌کنندروبرو می‌شود.
به خاطر جاه طلبی‌های همسرش او نمی‌تواند به پیش پلیس برود. وکیل هری از او می‌خواهد که پول را به آن‌ها بپردازد تا آن‌ها آنجا را ترک کنند اما او از آن امتناع می‌کند.